# Mapa wektorowa
Mapa wektorowa – numeryczne opracowanie kartograficzne złożone z obiektów typu: punkt, linia, obszar i ich odmian, dla których współrzędne zostały zapisane w bazie danych, natomiast obraz mapy jest generowany w zależności od ustawionej skali tak, że nie występuje zjawisko pikselizacji.
Treść mapy wektorowej nie odbiega od treści analogicznej dla niej mapy rastrowej. Różnica pojawia się w sposobie ich przetwarzania, gromadzenia i udostępniania. Mapy wektorowe powstają w ramach wprowadzania do bazy danych informacji z pomiarów bezpośrednich, jak również pozyskiwanych w procesie digitalizacji i wektoryzacji map rastrowych lub ortofotomapy, bądź w wyniku prac fotogrametrycznych lub teledetekcyjnych.
Obecnie trwa proces szeroko rozumianej digitalizacji zasobów geodezyjnych i kartograficznych celem zastąpienia m.in. tradycyjnych rastrowych map zasadniczych oraz topograficznych mapami numerycznymi w postaci wektorowej lub hybrydowej.

## VMap
VMap (Vector Smart Map) – baza danych geoprzestrzennych, której zobrazowaniem jest wektorowa mapa topograficzna. Dla obszaru Polski opracowana została przez Służbę Topograficzną Wojska Polskiego.
- VMap Level 2 – odpowiada pod względem informacyjnym wojskowej mapie NATO w skali 1:50 000. Opracowana została w systemie odniesienia WGS 84, w układzie UTM. Zakres informacyjny treści: aeronautyka (informacje lotnicze), fizjografia, granice administracyjne, hydrografia, obiekty socjalno-kulturalne (np.: budynki z rozróżnieniem funkcji, tereny zabudowane, pomniki, cmentarze, linie przesyłowe, parki, place, rezerwaty przyrody, boiska), ogólne (zawierająca m.in. punkty osnowy geodezyjnej), przemysł, roślinność, rzeźba terenu, transport. Bazy danych VMap2 dostępne są w formatach VPF i SHP
- VMap Level 1 – odpowiada pod względem informacyjnym natowskiej mapie operacyjnej Joint Operations Graphic (JOG) w skali 1:250 000. Zakres informacyjny treści: fizjografia, granice administracyjne, hydrografia, infrastruktura, obiekty osnowy geodezyjnej, przemysł, roślinność, rzeźba terenu, transport, zaludnienie.
- VMap Level 0 – odpowiada skali 1:1000 000